# Para Pau
Para Pau es la octava canción perteneciente al quinto álbum de estudio Distorsión del grupo de rock argentino G.I.T. Fue grabado y editado en el año 1992 bajo el sello discográfico EMI. La canción es una balada romántica y cuenta con la participación del cantante Nito Mestre en los coros. Junto con la canción No te portes mal, Para Pau tuvo gran difusión comercial.
La canción fue compuesta por Alfredo Toth y su mujer Annie Guyot (hermana de Pablo Guyot) para su hija Paula Toth cuando ella tenía 7 años de edad. 